# Lufsebäckens naturreservat
Lufsebäckens naturreservat är ett naturreservat i Habo kommun i Jönköpings län.
Området är skyddat sedan 2022 och omfattar 9 hektar. Det är beläget utmed Lufsebäcken med utlopp i Vättern norr om Habo. Det består av strömmande vatten och ädellövskog och alsumpskog.
Beslutet om att bilda reservat överklagades och blev giltigt första i februari 2024.